# Brug 958
Brug 958 is een bouwkundig kunstwerk in Amsterdam-Noord.
De Nieuwe Leeuwarderweg, die Amsterdam-Noord in tweeën snijdt, werd in eerste instantie voornamelijk op een dijklichaam gelegd. Dat leidde ertoe dat onder die weg talloze viaducten geprojecteerd moesten worden om met name langzaam verkeer van de ene naar de andere kant te laten gaan. Daartoe werd ter hoogte van de flatgebouwen aan de Loenermark een tunnel uitgespaard in het dijklichaam, later als brug 933 genummerd. Vanwege de plaatsing op het dijklichaam werd voor de afwatering aan de oostzijde van de Nieuwe Leeuwarderweg ter hoogte van de Loenermark een afwateringstocht gegraven. Om voetgangers en fietsers van de tunnel gebruik te kunnen laten maken, moest er ook een bruggetje komen over die afwateringstocht. Dit werd brug 958.
Dirk Sterenberg van de Dienst der Publieke Werken moest ter plaatse met twee totaal verschillende “bruggen” komen. Voor brug 958 kwam hij met een ongeveer 15 meter lange en 11 meter brede brug, die laag boven het water hangt; hij hoefde bij die afwateringstocht geen rekening te houden met scheepvaart. De overspanning is opgebouwd uit betonnen liggers die tussen de betonnen landhoofden liggen. Voor afwerking van de brug koos hij voor een combinatie van een betonnen balustrade met kanteelvormige elementen met daartussen leuningdelen. Van Sterenberg is bekend dat hij soms series van bruggen ontwierp (Amsterdam had in die jaren talloze bruggen nodig; Sterenberg zou er meer dan 170 ontwerpen). Zo blijkt deze constructie ook toegepast te zijn in bijvoorbeeld de Watersnoodbrug uit dezelfde tijd. Sierlijk zijn de T-vormige leuningdragers, die horizontaal uit de betonnen balustrade komen en vervolgens een hoek van 90 graden maken zodat de leuninghouder verticaal staat en de horizontale leuning draagt; dit alles uit één stuk. Op de borstweringen zijn de leuningen doorlopend. Dat het druk was bij de afdeling bruggen blijkt uit dat brug 432 (3e versie), Brug 950, brug 951, brug 958, brug 962, brug 963, brug 964, brug 965 en brug 966 gelijktijdig afgewerkt werden.
De omgeving rondom de brug is vanwege de bouw van de NoordZuidlijn aanmerkelijk gewijzigd, maar deze brug bleef noodzakelijk en behouden. Aan de overzijde van de Leeuwarderweg sloot het voet- en fietspad aan op het J.H. Hisgenpad. Of dat in de toekomst zo blijft is de vraag omdat er aan die zijde een nieuwe woonwijk gepland is: Elzenhagen (gegevens 2021).

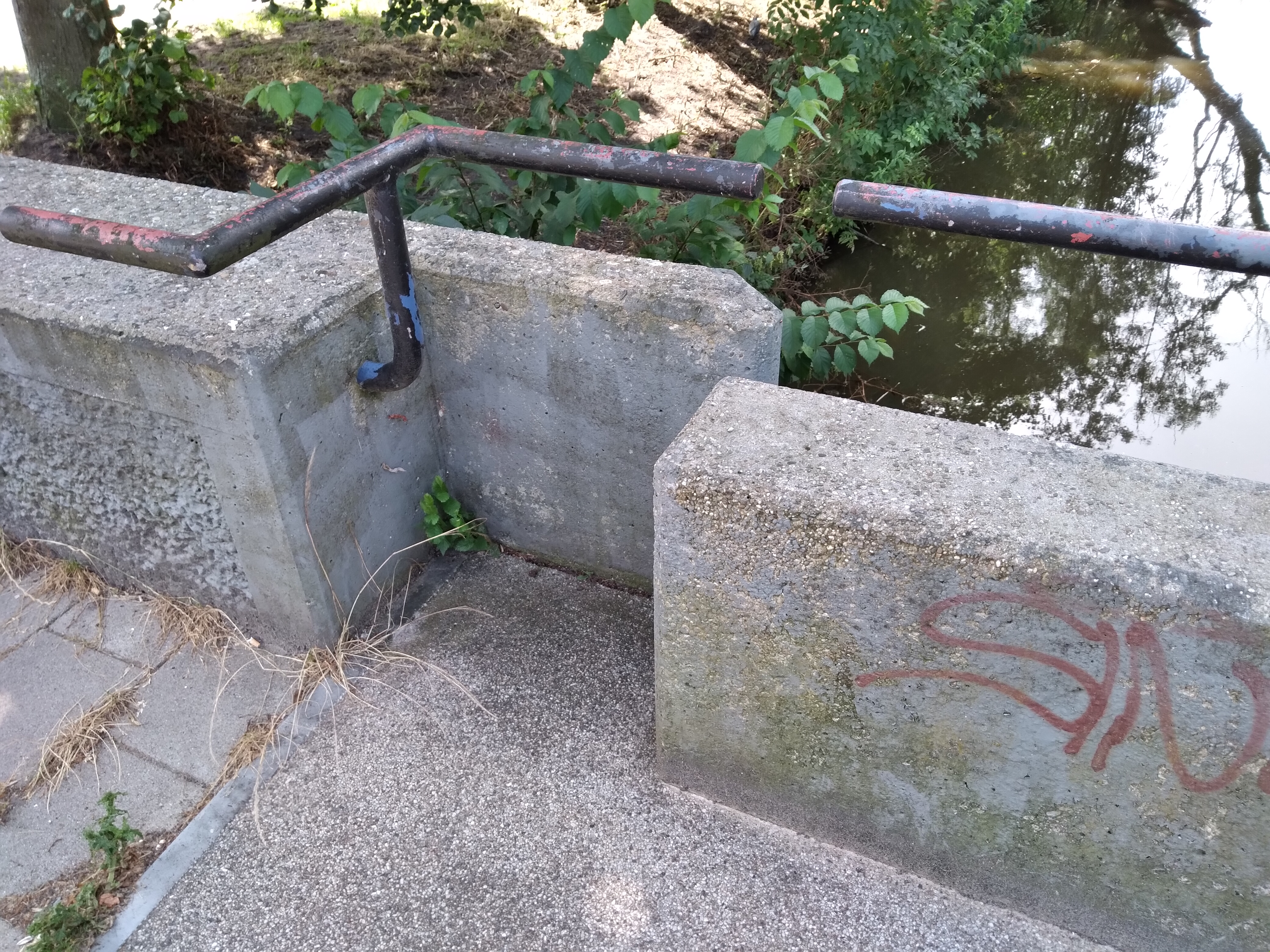
Scheiding van leuning op balustrade (rechts) en borstwering (links) (juli 2021)

<<< · 900 · 901 · 904 · 905 · 906 · 907 · 908 · 909 · 912 · 913 · 914 · 915 · 916 · 917 · 918 · 919 · 920 · 923 · 924 · 930 · 932 · 933 · 934 · 935 · 936 · 937 · 939 · 943 · 944 · 945 · 946 · 947 · 948 · 949 · 950 · 951 · 952 · 953 · 954 · 956 · 957 · 958 · 959 · 960 · 961 · 962 · 963 · 964 · 965 · 966 · 967 · 968 · 970 · 971 · 972 · 973 · 974 · 975 · 978 · 979 ·  980 · 981 · 984 · 985 · 986 · 987 · 988 · 989 · 990 · 991 · 992 · 993 · 994 · 995 · 996 · 997 · 998 · 999 · >>>
Brugnummers  902, 903, 910, 911, 920, 921, 922, 925, 926, 927, 928, 929, 931, 937, 938, 940, 941, 942, 955, 969, 976, 977, 982, 983 zijn niet (meer) vergeven.